# Petaurista tetyukhensis
Petaurista tetyukhensis — викопний вид гризунів родини вивіркових (Sciuridae), що існував у кінці плейстоцену в Азії. Описаний у 2019 році.

## Ска'янілості
Рештки вивірки знайдено у печері Суха в національному парку «Земля леопарда» у Приморському краї Росії. Було знайдено фрагмент верхньої щелепи з зубами, а також кілька ізолюваних зубів. Також зуби виду знайдено у Тетюхінській печері на півночі краю. Вік знахідки оцінюється у 30 тис. років.